# Tasman Series
Tasman Series var en racingserie under vinterhalvåret i Australien och Nya Zeeland under 1960-talet. Man tävlade i formel 1-bilar och många av världens bästa förare var med. Från och med 1970 till och med 1976 tävlade man med formel 5000-bilar innan serien lades ned.

## Säsonger
| År   | Mästare         | Tvåa            | Trea           |
| ---- | --------------- | --------------- | -------------- |
| 1964 | Bruce McLaren   | Jack Brabham    | Denny Hulme    |
| 1965 | Jim Clark       | Bruce McLaren   | Jack Brabham   |
| 1966 | Jackie Stewart  | Graham Hill     | Jim Clark      |
| 1967 | Jim Clark       | Jackie Stewart  | Frank Gardner  |
| 1968 | Jim Clark       | Chris Amon      | Piers Courage  |
| 1969 | Chris Amon      | Jochen Rindt    | Piers Courage  |
| 1970 | Graeme Lawrence | Frank Matich    | Kevin Bartlett |
| 1971 | Graham McRae    | Frank Matich    | Niel Allen     |
| 1972 | Graham McRae    | Mike Hailwood   | Frank Gardner  |
| 1973 | Graham McRae    | John McCormack  | Frank Matich   |
| 1974 | Peter Gethin    | Max Stewart     | Teddy Pilette  |
| 1975 | Warwick Brown   | Graeme Lawrence | Johnnie Walker |
| 1976 | Ken Smith       | Bruce Allison   | Jim Murdoch    |
| 1976 | Vern Schuppan   | Ken Smith       | John Cannon    |